# Manuel Ballbé i Prunés
Manuel Ballbé i Prunés (Barcelona, 22 d'abril de 1920 - Barcelona, 25 de juliol de 1961) era un catedràtic de dret administratiu de la Universitat de Múrcia (1945) i la Universitat de Saragossa (1953). També era professor a les facultats de dret i ciències econòmiques de la Universitat de Barcelona.
Fou membre destacat de la comissió redactora de la llei especial per al municipi de Barcelona i de la comissió per a la reforma del sistema tributari espanyol. Les seves aportacions jurídiques foren fonamentals per a la sistematització del dret administratiu, especialment Sistemática del derecho administrativo (1947), La esencia del proceso (1947), Derecho administrativo (1949) i Actos administrativos (1950).
La seva intervenció fou decisiva en l'elaboració de les lleis administratives més importants (reglament de la jurisdicció contenciosa,1952; reglaments de contractació, béns i serveis de les corporacions locals, 1953-55; llei sobre règim de sòl i ordenació urbana, 1956; llei sobre règim jurídic de l'administració de l'estat, 1957; llei sobre procediment administratiu, 1958 i reglament econòmic-administratiu, 1959), les quals constituïren un avanç legislatiu notori.

## Biografia
Nasqué a Barcelona el 22 abril de 1920. El seu pare, Luís Ballbé de Gallart, va morir quan ell i el seu únic germà eren encara uns nens, pel que va ser la seva mare, Mercedes Prunés Alsina, la que es va encarregar de cuidar-los i formar-los, treballant des del 1930, fins a la seva jubilació, com a secretaria de direcció al Banco Vitalicio.
El germà petit de Manuel, Luís, que sempre havia estat delicat de salut, va morir amb poc mes de 20 anys. És en aquell moment, cap al 1942, quan el Manuel es retroba a Sitges amb una amiga de la seva joventut, Enriqueta Mallol Baró, amb qui es casaria el 1947.
Varen tenir onze fills i filles, el que no va ser un problema gràcies a la il·lusió compartida per ambdós i a la "sistemàtica" organització i dedicació de la mare.

## Articles i publicacions[calcitació]
- Ballbé Prunés, M. (1944-1947): "Jurisprudencia administrativa". Revista General de Legislación y Jurisprudencia.
- Mayo 1944; págs. 561-590 / Abril 1946; págs. 472-480 / mayo-agosto 1946; págs. 200-212 / Septiembre 1947.
- Ballbé Prunés, M. (1944-1947): "Jurisprudencia administrativa". Revista Jurídica de Cataluña.
- 1944 núm. 5, págs. 561-590 / 1945 núm. 5; págs. 115-132.
- 1946 núm. 1; págs. 71-79 / 1946 núms. 2-3; págs. 102-106.
- 1946 núms. 4-5; págs. 125-135 /1947 núm. 1; págs. 109-141.
- 1947 núms. 5-6; págs. 83-88.
- Ballbé Prunés, M. (1945): "Concepto del dominio público". Revista Jurídica de Cataluña, núm. 5; págs. 25-73. (Separata publicada por Bosch Casa Editorial; 57 págs.).
- Ballbé Prunés, M. (1946): "Incompatibilidad entre el arbitrio no fiscal sobre la hostelería y ciertas utilizaciones viales". Revista Jurídica de Cataluña, núm. 1; págs. 55-57.
- Ballbé Prunés, M. (1947): "La esencia del proceso. (El proceso y la función administrativa)". Revista General de Legislación y Jurisprudencia, julio-agosto 1947. (Separata publicada por el Instituto Editorial Reus; 51 págs.).
- Ballbé Prunés, M. (1947): Sistemática del Derecho Administrativo. Barcelona: Bosch Casa Editorial. 79 págs.
- Ballbé Prunés, M. (1949): "Derecho Administrativo". Nueva Enciclopedia Jurídica. Tomo 1; págs. 55-82. Barcelona: F. Seix Editor. (Separata publicada por F. Seix Editor).
- Ballbé Prunés, M. (1950): "Actos administrativos". Nueva Enciclopedia Jurídica. Tomo 2; págs. 294-306. Barcelona: F. Seix Editor.
- Ballbé Prunés, M. (1951): Concepto del dominio público. Barcelona: Editorial Bosch. 55 págs.
- Ballbé Prunés, M. (1951): "Las reservas dominiales. Principios". Revista de Administración Pública, núm. 4; págs. 75-91.
- Ballbé Prunés, M., y Polo Díez, A. (1951): La quiebra de Barcelona Traction. Barcelona: Talleres Gráficos Mariano Galvé. 645 págs.
- Ballbé, M.; Polo, A.; Guasp, J.; Uría, R.; y García Valdecasas, A. (1953): La quiebra de la Barcelona Traction Light and Power Cº Ltd. Conclusiones de los dictámenes. Barcelona; 65 págs.
- Ballbé Prunés, M. (1956): "Ejercicio de las potestades y derechos administrativos". Nueva Enciclopedia Jurídica Seix; págs. 139-140.
- Ballbé Prunés, M. (1957): "Comentarios sobre la Ley del Suelo". Conferencia publicada en Jornadas Municipalistas en las Islas Canarias. Las Palmas: Ed. Departamento Provincial de Seminarios; 15 págs.
- Ballbé Prunés, M. (1958): "El Proyecto de Ley de Procedimiento Administrativo". Documentación Administrativa, núm. 6; págs. 19-28.
- Ballbé Prunés, M. (1959): "Los principios de la reforma del procedimiento administrativo". Conferencia pronunciada el 16 de enero de 1959 en el Instituto de Estudios Jurídicos, en el marco de la VII Semana de Estudios Financieros. Madrid; Editorial de Derecho Financiero; 23 págs.
- Ballbé Prunés, M. (1960): "Barcelona, régimen especial". Gaceta Ilustrada, 1960.
- Ballbé Prunés, M. (1961): "Reforma del régimen municipal en Barcelona". Conferencia pronunciada en el Ateneo Barcelonés y publicada en Revista Barcelona, núm. 39; págs. 797-799.
- Ballbé Prunés, M. (1961): "La proyección del Derecho en la Administración económica". Conferencia pronunciada en el Centro de Formación y Perfeccionamiento de Funcionarios, y publicada